# Giamblico
Giamblico di Calcide (in greco antico: Ἰάμβλιχος?, Iámblichos; Calcide, 250 d.C.ca – 330 d.C.ca) è stato un filosofo siro di lingua greca vissuto in età romana.
La sua opera contribuì a definire la direzione in cui si evolse la filosofia neoplatonica. Fu anche il biografo del mistico, filosofo e matematico greco Pitagora.
A parte il suo contributo filosofico il suo Protreptico  è importante per lo studio dei sofisti, grazie alla conservazione di circa dieci pagine di un sofista altrimenti sconosciuto noto come Anonimo di Giamblico.

## Biografia

### Una nuova interpretazione del Platonismo
Giamblico aprì una nota scuola neoplatonica ad Apamea, nella provincia romana di Siria. Allievo di Porfirio, si allontanò dalla dottrina del suo maestro per formulare una propria interpretazione del platonismo che accentuava la separazione tra anima e corpo, e la missione soteriologica della filosofia, che ha l'obiettivo di guidare l'uomo all'unione mistica con i principi immateriali, attraverso la pratica della teurgia.
Fu considerato dai suoi contemporanei pagani uomo di grandissima sapienza e virtù - l'imperatore Giuliano lo definì divino e perfezione di ogni umana saggezza (F.C. Giuliano, A Helios Re).
La dottrina di Giamblico si impose presto nell'ambito del pensiero pagano tardoantico. I suoi allievi furono i maestri dei fondatori della Accademia neoplatonica di Atene (Plutarco di Atene e Siriano), e le sue dottrine influenzarono per questa via Proclo, attraverso le opere del quale il neoplatonismo giunse fino al Medioevo. Negli ultimi decenni si è assistito ad una vera e propria riscoperta di questo autore soprattutto all'estero, dove sono stati editi importanti contributi che ne hanno messo in luce la fondamentale importanza.

### Il Curriculum dei Dialoghi
Sebbene già nel circolo romano di Plotino, e nei cenacoli filosofici che si erano formati attorno ai suoi allievi (Porfirio, Amelio), la lettura delle opere di Aristotele, di Platone, e dei loro principali commentatori, fosse una prassi comune, Giamblico formalizzò un vero e proprio curriculum di letture per gli studenti della sua scuola, strutturato in gradi di complessità e di approfondimento progressivi.
La base di partenza era data da opere di carattere precettistico, come il Manuale di Epitteto o il Carmen Aureum pseudo-pitagorico, volte a formare il carattere dell'allievo.
Come ulteriore passo, veniva proposto il corpus aristotelico, a partire dalla logica, per poi trattare le opere di filosofia pratica (etica, economia, politica), concludendo con la filosofia teoretica (filosofia naturale, filosofia prima), che culminava nello studio dell'Intelletto divino (teologia). Queste letture erano pensate come uno studio propedeutico per affrontare il vero e proprio nucleo dell'insegnamento neoplatonico, ovvero i dialoghi platonici.
Il Curriculum prevedeva lo studio di dodici dialoghi, suddivisi in due cicli di dieci e due letture. Il primo ciclo comprendeva inizialmente tre opere di filosofia pratica: Alcibiade Maggiore, Gorgia, Fedone; in seguito, lo studente affrontava sette scritti di natura teoretica: Cratilo, Teeteto, Sofista, Politico, Fedro, Simposio, Filebo. Il secondo, cui accedevano solamente gli studenti più capaci, consisteva nello studio dei due grandi dialoghi teoretici: il Timeo e il Parmenide.
La distinzione tra opere di carattere teoretico e pratico, così come le suddivisioni interne dei cicli (scritti politici, purificatori, di fisica, di teologia...) erano state introdotte da Giamblico stesso, che si poteva avvalere per questo della sua teoria per cui ogni dialogo platonico aveva in realtà un obiettivo di indagine ben definito (per esempio, l'Alcibiade Maggiore avrebbe avuto come scopo l'indagine sulla conoscenza di sé, il Gorgia la definizione della retorica...), grazie al quale era possibile classificarlo all'interno di una precisa disciplina scientifica.

## Le opere
Giamblico fu un autore fecondo, ma le sue opere sono quasi tutte perdute, soppiantate dal corpus dei commenti di Proclo. Numerosi frammenti ci sono però pervenuti attraverso le citazioni che quest'ultimo fa dei suoi commentari, oppure contenute in scritti di altri pensatori neoplatonici successivi (Simplicio, Filopono...), o ancora in antologie filosofiche come quella di Giovanni Stobeo.
Giamblico compose diversi commenti alle opere platoniche ed aristoteliche e una raccolta di epistole che ebbero grande circolazione in tutto l'Impero, oltre che alcuni trattati (Sulle Virtù, Sull'Anima) e un imponente scritto, Sul Pitagorismo, in dieci libri. Quest'ultimo, così come la lettera conosciuta con il titolo Sui misteri degli Egizi, faceva parte della polemica condotta contro l'autorità di Plotino, la cui esegesi del platonismo aveva saputo imporsi come dominante fino ad allora.
È stato ipotizzato che le Enneadi edite da Porfirio e il trattato sul pitagorismo abbiano rappresentato i due nuclei della battaglia intellettuale, al termine della quale, tuttavia, fu Giamblico a prevalere.
I suoi scritti più conosciuti sono Vita di Pitagora (primo libro del trattato in dieci volumi Sul Pitagorismo), dove si sofferma a esaltare il rispetto verso gli animali e il vegetarianismo, e I misteri degli egizi, pubblicato in risposta ad una critica di Porfirio riguardo all'enfatizzazione dell'importanza dei riti misterici nella pratica filosofica. In realtà, il titolo di quest'opera, impostosi con la scelta di Marsilio Ficino (che l'aveva tradotta come De Mysteriis Aegyptiorum, Chaldaeorum, Assyriorum) è fuorviante. L'opera (il cui titolo esatto sarebbe Del maestro Abammone, risposta alla lettera di Porfirio ad Anebo, e spiegazione delle questioni che essa pone) è probabilmente la più importante di quelle pervenuteci: in essa Giamblico, fingendosi un sacerdote egizio, Abammone, non solo fonda la dottrina della teurgia, decretandone la superiorità sulla sola indagine razionale per ottenere una reale comprensione del mondo divino, ma fornisce un fondamento teoretico all'intero corpus della liturgia pagana e alla mantica tradizionale.

## Le realtà intelligibili
Una delle più importanti novità introdotte da Giamblico fu la maggiore complessità del cosmo metafisico. L'universo plotiniano si imperniava su tre ipostasi immateriali: l'Uno, fonte della realtà e sommo bene, l'Intelletto divino, primo grado dell'essere e del pensiero, e l'Anima, che con la sua azione mediatrice produce il cosmo sensibile, conferendogli essere e vita.
Pur confermando questa struttura, Giamblico specifica ulteriori differenze interne. Se già per Plotino l'Uno, primo dio, era una realtà ineffabile, al di là del pensiero, ora il principio della realtà è ulteriormente separato dall'uomo: viene introdotto un livello intermedio - le enadi - che si pone appena al di sopra dell'Intelletto, grazie al quale viene spiegato il processo di produzione della molteplicità dalla assoluta semplicità dell'Uno. Il sommo bene, inoltre, era per Plotino raggiungibile tramite un'elevazione mistica (epaphe, contatto) grazie a cui l'anima si univa ad esso; Giamblico, al contrario, ritiene che il massimo livello di realtà cui l'uomo può accedere sia quello dell'Intelletto divino, tramite un'unificazione (henosis) resa possibile dalle pratiche teurgiche.

## Teurgia e Indagine Razionale
La conversione dell'anima verso le realtà superiori non può attuarsi più, come per Plotino e Porfirio, semplicemente con le forze umane attraverso la dialettica e la indagine filosofica; la ragione, pur rimanendo uno strumento indispensabile, non è più in grado di portare l'uomo in comunicazione diretta con le divinità immateriali; diventa quindi necessaria la pratica di rituali magico - religiosi che permettono la comunicazione con gli esseri divini (demoni, gli dei corporei, gli dei immateriali), ordinati gerarchicamente tra l'individuo terreno e il cosmo superiore (teurgia).